# Mitar Martinović
Mitar Martinović, črnogorski general, * 8. september 1870, † 11. februar 1954.